# Palazzo Bartolomeo Invrea
Il palazzo Bartolomeo Invrea, anche detto palazzo Cellario Serventi, è un edificio storico italiano, sito in via del Campo 10, nel centro storico di Genova. È uno dei Palazzi dei Rolli che furono designati, al tempo della Repubblica di Genova, a ospitare gli ospiti di alto rango durante le visite di stato per conto del governo genovese.
Dal 1912 l'edificio è sottposto a vincolo di tutela da parte della soprintendenza.

## Storia e descrizione
L'edificazione è anteriore al 1576, forse di scuola dei Ponsello. Nel primo rollo è già iscritto a nome di Silvestro I. qm. Bartolomeo (1576 secondo bussolo) sino a che non ricompare sotto Silvestro Invrea, eletto doge della Repubblica di Genova nel 1607 ma subito deceduto (1614 secondo bussolo); poi nel 1639 per l'acquisto di un'ultima particella a ponente che aderisce al palazzo Durazzo-Cattaneo Adorno; infine, sempre nello stesso secolo, appartiene a un Cybo principe di Massa.
Nel 1779 lo acquistano i Raggio che accorpano un intero isolato e lo trasformano tra i palazzi più valutati del 1797, proprietario Anton Giulio Raggio Durante i lavori della "carrettiera Carlo Alberto" (l'odierna via Antonio Gramsci), iniziati nel 1835, viene in parte affiancato dai nuovi corpi di botteghe e mezzani ma anche sopraelevato e accorpato all'unità di testa in cui convergeva il porticato di Sottoripa la Scura.
Le numerose trasformazioni non ne hanno mutilato l'impianto cinquecentesco, molto simile alle idee realizzate in Strada Nuova dai Ponzello, che qui appare ancora in tutta l'efficacia originaria nonostante la tamponatura del loggiato; anzi ne hanno accresciuto l'immagine come avverrà con la decorazione esterna.
Dopo aver ospitato l'hotel Quattro Nazioni, nel 1871 è venduto ai fratelli Chiappe che gli restituiscono la destinazione residenziale e lo cedono alla famiglia Cellario-Serventi.

## Galleria d'immagini

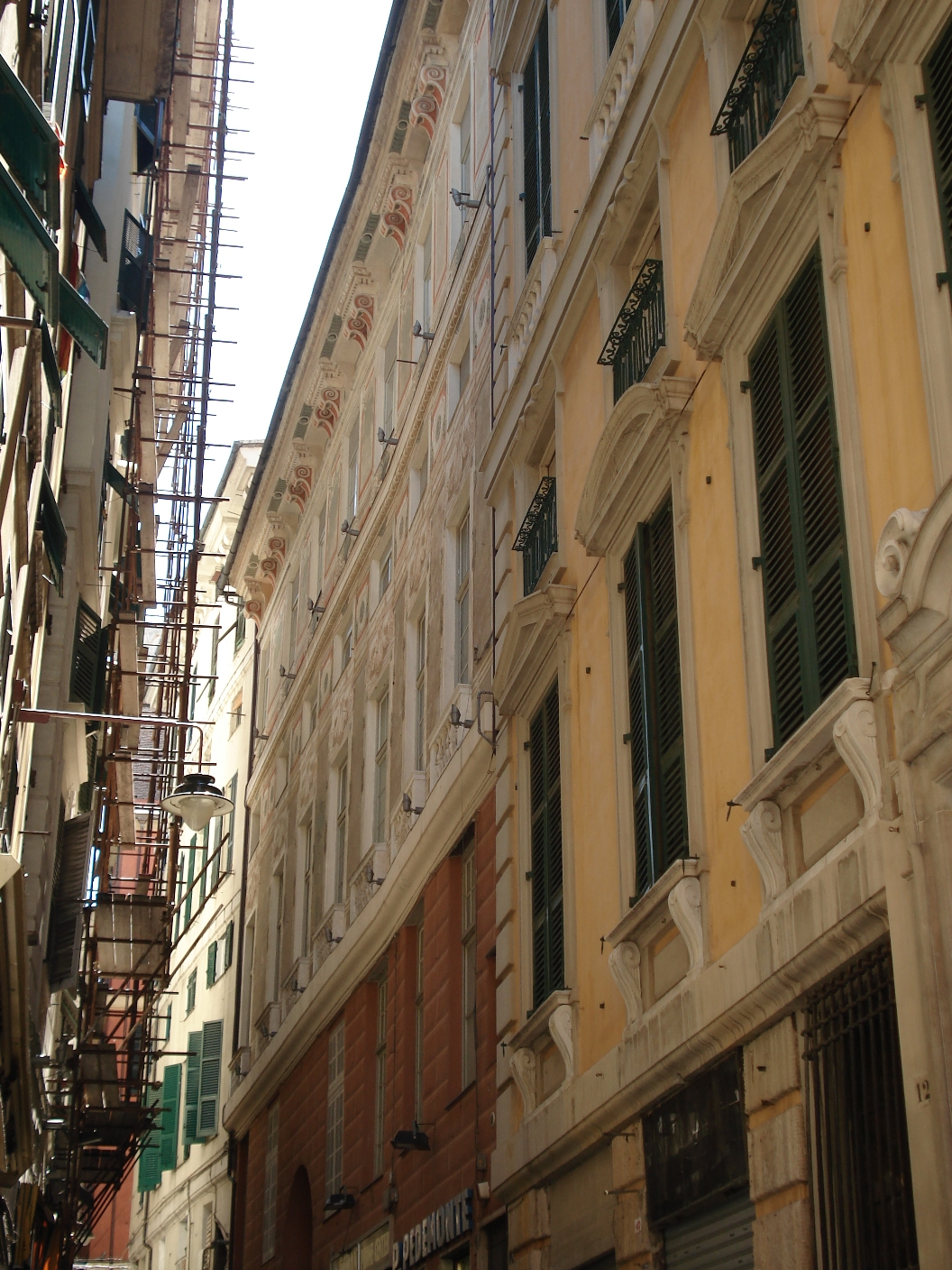
Palazzo Durazzo Cattaneo Adorno e Palazzo Bartolomeo Invrea
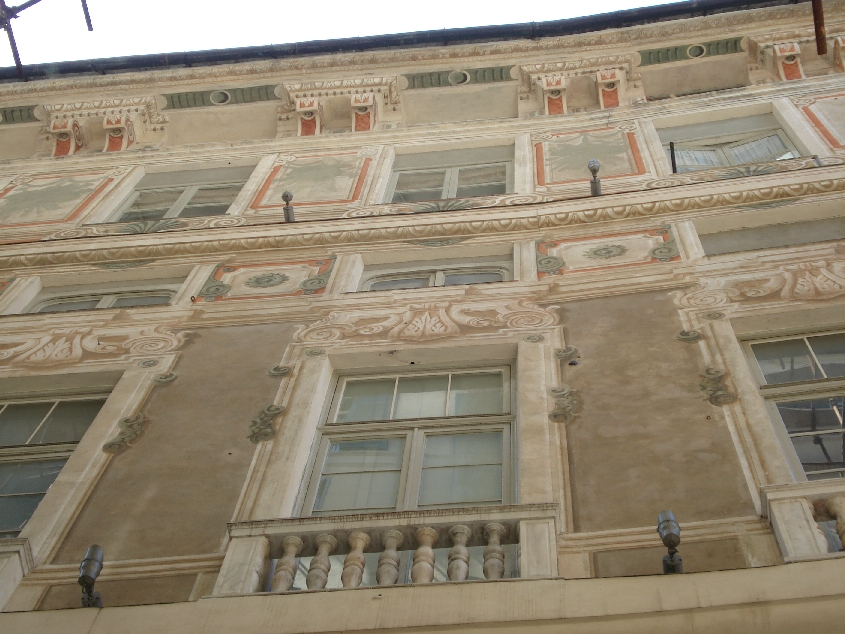
La facciata del palazzo
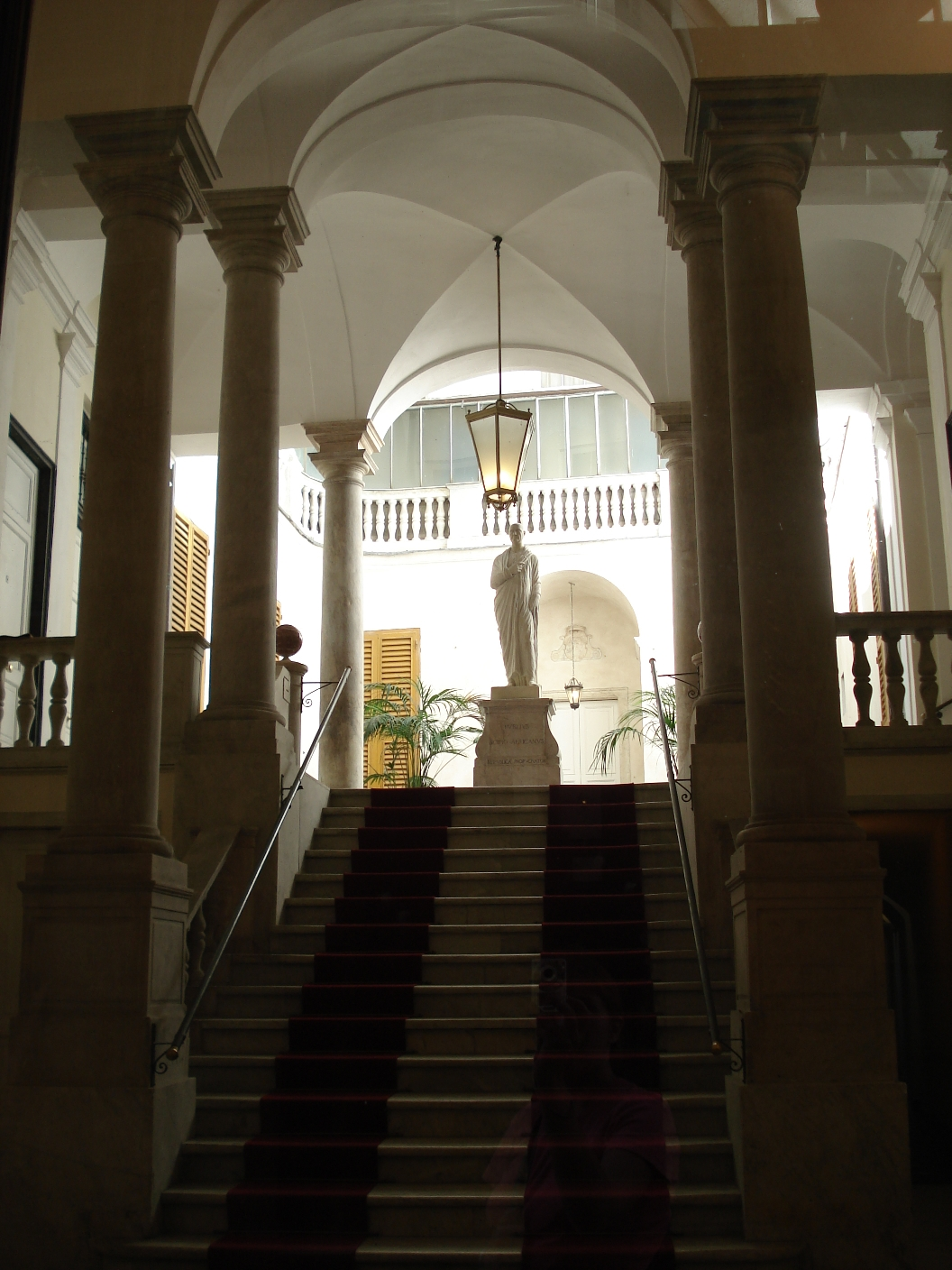
Il cortile del palazzo